# R. R. R. Dhlomo
R. R. R. Dhlomo (* 1901; † 1971 in Südafrika) war ein südafrikanischer Journalist und Buchautor, der in Englisch und Zulu schrieb. Seine Vornamen werden angegeben mit Rolfes Reginald Raymond, Rolfus Robert R., Rolfus Reginald Raymond (in: Albert Gérard: Four Africal Literatures. London, 1971), Reginald Rolfus Robert (in Janheinz Jahn: Who’s Who in African Literature. Tübingen, 1972).
Seit 1923 schrieb er unter den Namen Robbie Reggie, Randite, The Pessimist für die Zulu-Zeitung Ilange lase Natal, zwischen 1929 und 1931 für The Sjambok und in den 1930ern als R. Roamer Esq. für The Bantu World.
1928 veröffentlichte er als erster Schwarzer Südafrikas einen Roman in englischer Sprache (An African Tragedy) über das Leben in den Schwarzen-Ghettos der südafrikanischen Städte. 
Wie sein jüngerer Bruder, der als Dichter bekannt gewordene Herbert Isaac Ernest Dhlomo, pflegte er politische Beziehungen zum African National Congress, anders als jener jedoch zum konservativen, traditionalistischen Flügel. Er verfasste einige romanhafte Biographien über historische Zulu-Persönlichkeiten, über die drei Brüder Dingane (1936), Shaka (1937) und Mpande (1938), Shakas Enkel Cetshwayo (1952) und seinen Urenkel Dinizulu (1968). 

## Werke auf Deutsch
UShaka. Übersetzt aus dem Zulu-Original ins Deutsche und mit einem Nachwort versehen von Peter Sulzer. Köln 1994. ISBN 3-927620-81-5.
| Personendaten    | Personendaten |
| ---------------- | --- |
| NAME             | Dhlomo, R. R. R.                                                                                                 |
| ALTERNATIVNAMEN  | Dhlomo, Rolfes Reginald Raymond; Dhlomo, Rolfus Robert R.; Dhlomo, Rolfus Reginald Raymond; Dhlomo, Rolfes R. R. |
| KURZBESCHREIBUNG | südafrikanischer Journalist und Buchautor                                                                        |
| GEBURTSDATUM     | 1901 |
| STERBEDATUM      | 1971 |
| STERBEORT        | Südafrika |